# Etmopterus schultzi
Etmopterus schultzi är en hajart som beskrevs av Bigelow, Schroeder och Springer 1953. Etmopterus schultzi ingår i släktet Etmopterus och familjen lanternhajar. IUCN kategoriserar arten globalt som livskraftig. Inga underarter finns listade i Catalogue of Life.